# Tony Johnson
Tony „T. J.“ Johnson ist ein Tontechniker, der seit Beginn seiner Karriere Anfang der 1980er Jahre an rund 40 Film- und Fernsehproduktionen beteiligt war. Er wurde 2006, 2010 und 2014 für drei Oscars in der Kategorie Bester Ton nominiert. 1994, 2010 und 2014 wurde er zudem für drei British Academy Film Awards in der Kategorie Bester Ton nominiert, sowie 2004 für einen Emmy.

## Filmografie (Auswahl)
- 1981: The Monster's Christmas (Fernsehfilm)
- 1984: Fahrt ins Grauen (Mr. Wrong)
- 1985: Dangerous Orphans
- 1985: Kingpin
- 1990: The Rogue Stallion (Fernsehfilm)
- 1992: Braindead
- 1993: Das Piano (The Piano)
- 1994: Bread & Roses
- 1994: Der unsichtbare Tod
- 1994: Hercules und das Amazonenheer (Hercules and the Amazon Women, Fernsehfilm)
- 1994: Hercules und das vergessene Königreich (Hercules and the Lost Kingdom, Fernsehfilm)
- 1995: Hercules (Fernsehserie)
- 1997: Dannys Mutprobe
- 1997: Welcome to Woop Woop
- 1998: Die Kriegerin (A Soldier’s Sweetheart)
- 1999: Xena – Die Kriegerprinzessin (Fernsehserie)
- 1999: What Becomes of the Broken Hearted? (sound recordist)
- 2000: Corrie und das Rennpferd (Fernsehfilm)
- 2000: Jubilee
- 2001: Her Majesty
- 2001: Crooked Earth
- 2001: Zenon II: Das Abenteuer geht weiter (Fernsehfilm)
- 2002: Atomic Twister – Sturm des Untergangs (Atomic Twister, Fernsehfilm)
- 2003: Eddies große Entscheidung (Fernsehfilm)
- 2004: Ike: Countdown to D-Day (Fernsehfilm)
- 2005: Die Chroniken von Narnia: Der König von Narnia
- 2005: Mee-Shee: The Water Giant
- 2005: Boogeyman – Der schwarze Mann (Boogeyman)
- 2006: Sione's Wedding
- 2007: Mein Freund, der Wasserdrache (The Water Horse: Legend of the Deep)
- 2007: Brücke nach Terabithia (Bridge to Terabithia)
- 2008: Die Chroniken von Narnia: Prinz Kaspian von Narnia (The Chronicles of Narnia: Prince Caspian)
- 2008–2010: Legend of the Seeker – Das Schwert der Wahrheit (Legend of the Seeker, Fernsehserie)
- 2009: Avatar – Aufbruch nach Pandora (Avatar)
- 2009: Skyrunners (Fernsehfilm)
- 2009: Skyrunners Inside the Alien Lair (Fernsehserie)
- 2009: Die Noobs – Klein aber gemein (Aliens in the Attic)
- 2010: Die Tochter von Avalon (Avalon High, Fernsehfilm)
- 2011: Spartacus: Gods of the Arena (Fernsehmehrteiler)
- 2012: Der Hobbit: Eine unerwartete Reise (The Hobbit: An Unexpected Journey)
- 2013: Der Hobbit: Smaugs Einöde (The Hobbit: The Desolation of Smaug)
- 2014: Der Hobbit: Die Schlacht der Fünf Heere (The Hobbit: The Battle of the Five Armies)

## Auszeichnungen (Auswahl)
- 1994: British-Academy-Film-Award-Nominierung in der Kategorie Bester Ton für Das Piano (zusammen mit Lee Smith und Gethin Creagh)[1]
- 2004: Emmy-Nominierung für Ike: Countdown to D-Day (zusammen mit Wayne Heitman, Alan Decker und Tim Philben)[2]
- 2006: Oscar-Nominierung in der Kategorie Bester Ton für Die Chroniken von Narnia: Der König von Narnia (zusammen mit Terry Porter und Dean A. Zupancic)[3]
- 2010: Oscar-Nominierung in der Kategorie Bester Ton für Avatar – Aufbruch nach Pandora (zusammen mit Christopher Boyes, Gary Summers und Andy Nelson)[4]
- 2010: British-Academy-Film-Award-Nominierung in der Kategorie Bester Ton für Avatar – Aufbruch nach Pandora (zusammen mit Christopher Boyes, Gary Summers, Andy Nelson und Addison Teague)[5]
- 2014: Oscar-Nominierung in der Kategorie Bester Ton für Der Hobbit: Smaugs Einöde (zusammen mit Christopher Boyes, Michael Hedges und Michael Semanick)[6]
- 2013: British-Academy-Film-Award-Nominierung in der Kategorie Bester Ton für Der Hobbit: Eine unerwartete Reise (zusammen mit Chris Ward, Michael Semanick, Brent Burge, Christopher Boyes und Michael Hedges)[7]